# Ángeles Flórez Peón
Ángeles Flórez Peón, conocida como Maricuela (Blimea, San Martín del Rey Aurelio, Asturias, 17 de noviembre de 1918-Gijón, Asturias, 23 de mayo de 2024), histórica militante socialista, fue considerada la última miliciana española viva de la guerra civil española y ya en democracia desempeñó el cargo de presidenta honorífica de las Juventudes Socialistas de Asturias (JSA).

## Trayectoria
De padres separados, Flórez empezó a trabajar con nueve años fregando suelos. Cuando tenía 16, perdió a su hermano mayor, Antonio, asesinado junto a otros 23 hombres durante la represión de la huelga revolucionaria de octubre de 1934 en Carbayín. Este hecho propició que se afiliara a las Juventudes Socialistas en 1936, y tras el golpe de Estado de julio se convirtió en miliciana en Colloto. También fue enfermera en un hospital de campaña en Gijón. El nombre por el que es conocida, Maricuela, hace referencia al personaje protagonista de una obra de teatro titulada ¡Arriba los pobres del mundo! (Jacinto Sánchez, 1934) y que Flórez interpretó con diecisiete años, cuando estalló la Guerra civil española.
Flórez fue detenida en octubre de 1937 e inicialmente condenada a 15 años de reclusión, aunque luego su pena fue rebajada a nueve años. En mayo de 1938, fue trasladada a la prisión de Saturrarán en Guipúzcoa, donde cumplió condena hasta salir en libertad vigilada en agosto de 1941. Vivió durante un tiempo en Baracaldo, donde residía una hermana suya, y más tarde se marchó a Oviedo y El Entrego, donde trabajó primero en un chigre y más tarde en una farmacia.
En 1946, Flórez se casó con Graciano Rozada Vallina, que participó en la reorganización del PSOE y la UGT de Asturias. Debido a su implicación en estos procesos, Rozada decidió escapar a Francia en agosto de 1947 ante el riesgo de ser detenido. Flórez y su hija se reunieron con él en marzo de 1948 tras verse involucrada en la muerte de un grupo de guerrilleros. Su implicación política siguió siendo importante desde el exilio y participó de forma activa en el VII Congreso del PSOE celebrado en 1958.
Regresó a España en 1960 para visitar a su familia y fue detenida en la frontera, aunque pudo continuar su visita hasta Asturias y volver después a Francia. En 2003, falleció su marido en Saint-Éloy-les-Mines y regresó a Asturias un año más tarde, estableciéndose en Gijón donde formó parte de las JSA desde comienzos de 2013.
En 2014, con 95 años, Flórez empezó a utilizar la red social Facebook para compartir sus ideas y opiniones políticas. Además, para ayudar a que la historia de esa época y de su generación no se pierda, en 2013 publicó una obra en la que recopiló testimonios de la Revolución del 34 y de la Guerra civil, y en 2018 presentó un libro con sus memorias en la Feria del Libro de Madrid.
Tanto en las elecciones autonómicas de Asturias de 2019 como en las de 2023 fue incluida la última en las listas electorales de la Federación Socialista Asturiana de manera simbólica.
Falleció el 23 de mayo de 2024 en el Hospital de Cabueñes de Gijón a la edad de 105 años. A su fallecimiento, era considerada la última mujer miliciana combatiente superviviente de la guerra civil españolay uno de los últimos combatientes de este conflicto junto al catalán Miquel Morera i Darbra o el tinerfeño Eulogio Dorta.

## Reconocimientos
En octubre de 2016, el Club de las 25 rindió un homenaje a Flórez a la que le entregó un premio por “su defensa a la libertad y la democracia”, que recibió de manos de la entonces directora de Diario 16, la periodista Cristina Fallarás. Estos premios, que la asociación feminista entrega anualmente con el objetivo de "visibilizar a las mujeres y sus problemas" fueron también recibidos por otras mujeres relevantes como la periodista Pepa Bueno o la escritora Almudena Grandes, entre otras.
El 21 de octubre de 2017, Flórez recibió el Galardón Pozu Fortuna, que entrega anualmente la Asociación Foro Pozu Fortuna en colaboración con el Ayuntamiento de Mieres y por el que se reconoce a "aquellas personas, organismos o entidades que se hayan distinguido en la realización de acciones u obras que realcen los valores de humanidad, libertad, solidaridad, paz y defensa de los derechos humanos". La entrega del premio se hizo en el entorno del pozo mierense, una de las fosas comunes más grandes de Asturias.
En 2018 recibió el Premio 8 de Marzo en la categoría Trayectoria Laboral/Sindical en reconocimiento a todo su trabajo. Los premios son otorgados por la Unión General de Trabajadores (UGT).

## Obra
- 2013 – Las sorpresas de Maricuela. Ernest edición. A. Gijón. ISBN 9788497047104.
- 2018 – Memorias de Ángeles Flórez Peón «Maricuela». Fundación Pablo Iglesias.